# Brimir (Schwert)
Brimir (altnordisch Brimir) ist in der nordischen Dichtung ein Heiti für das Schwert. Das heißt, ein Dichter konnte Brimir als alternatives Wort für Schwert verwenden.

## Rezeption
Man kann heute nicht mehr genau feststellen, warum Brimir als Umschreibung für Schwert verwendet werden konnte. Entweder wurde dadurch das Klirren des Schwertes hervorgehoben, da Brimir von altnordisch brimill (einer Bezeichnung für eine bestimmte Seehundart), das in späterer Zeit auch ‚brüllen‘ bedeuten konnte, abgeleitet worden sein kann. Es könnte aber auch von altnordisch brim, brimi ‚Brandung, Meer; Feuer‘ abstammen. Dadurch hätte man den feurigen Glanz des Schwertes hervorgehoben.